# Napata

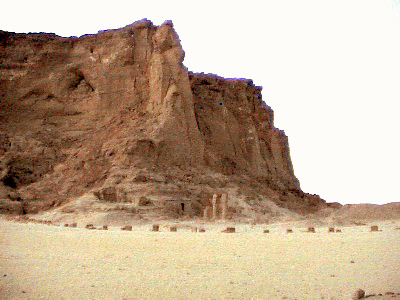
De sista stående kolonnerna i Amons tempel vid berget Jebel Barkal.

Napata var en stadsstat i antikens Nubien, nära Karima i dagens Sudan, huvudstad i det forntida etiopiska riket.
Efter Nubiens erövring genom faraonerna av 18:e dynastin (omkring 1500 f.Kr.) var Napata den sydligaste staden i det egyptiska riket och omlastningsplats för handeln med Sudan. Under den 21:a dynastin (efter 1100 f.Kr.) flydde  Amonspräster, översteprästen Herhors ättlingar från Egypten och grundade i Napata en självständig präststat, vars härskare under den 23:e dynastins tid började utvidga sitt välde norrut och på 700-talet f.Kr. erövrade Egypten och med den 25:e dynastin (etiopiska dynastin) besteg Egyptens tron. Efter den assyriska erövringen efterträddes den av den saitiska 26:e dynastin, som härskade från år 663 f.Kr.
Efter år 600 f.Kr., då de etiopiska kungarna flyttat residenset till Meroë, förföll Napata och blev slutligen förstört av den romerske fältherren Petronius på Neros tid. Prästerna i Napata var mestadels de mäktigaste i staten, och endast ibland lyckades kungarna i Meroë frigöra sig från dem. Kulturförbindelserna med Etiopien blev allt färre, och kulturen förföll.